# Islotes Vedel
Los islotes Vedel son un grupo de pequeñas islas ubicadas a 3,7 kilómetros al oeste de la isla Hovgaard en el archipiélago Wilhelm, frente a la costa oeste de la península Antártica. Se hallan próximas también a la isla Petermann, los islotes Myriad (o Jorquera), y las islas Dannebrog.
La mayor isla tiene un kilómetro de largo y 0,5 de ancho, con una altura máxima de 76 metros.

## Historia y toponimia
Fueron bosquejados aproximadamente en febrero de 1898 por la Expedición Antártica Belga, al mando de Adrien de Gerlache de Gomery, nombrando la mayor isla en honor a un aportante para la expedición. El resto de islas fueron cartografiadas en 1904 y 1909 por la Tercera y Cuarta Expedición Antártica Francesa, al mando de Jean-Baptiste Charcot, quien extendió el nombre a todo el grupo.

## Reclamaciones territoriales
Argentina incluye las islas en el departamento Antártida Argentina dentro de la provincia de Tierra del Fuego, Antártida e Islas del Atlántico Sur; para Chile forman parte de la comuna Antártica de la provincia Antártica Chilena dentro de la Región de Magallanes y de la Antártica Chilena; y para el Reino Unido integran el Territorio Antártico Británico. Las tres reclamaciones están sujetas a las disposiciones del Tratado Antártico.
Nomenclatura de los países reclamantes: 
- Argentina: islotes Vedel[5][6]
- Chile: islotes Vedel[7]
- Reino Unido: Vedel Islands[4]